# Tuldila
Tuldila (m. 458) foi um líder militar bárbaro do século V de origem desconhecida, ativo durante o reinado do imperador romano do Ocidente Majoriano (r. 457–461). Apesar de não haver informação alguma que informe a qual grupo bárbaro pertencia, considerando que seu nome possui origem germânica, E. A. Thompson sugere que ele fosse um godo.
Segundo Sidônio Apolinário, por 458, Tuldila liderou um grupo de bárbaros próximo ao Danúbio que tinham perdido seus líderes e foi morto por Majoriano por não reconhecer sua autoridade. Provavelmente suas forças eram formadas por godos e hunos e os líderes a quem Sidônio se referiu devem ter sido os filhos de Átila, o Huno (r. 434–453).